# 導火線 FLASH POINT
『導火線 FLASH POINT』（原題：導火綫、英題：Flash Point）は2007年の香港映画。監督はウィルソン・イップ。出演はドニー・イェン、ルイス・クー、コリン・チョウ、ファン・ビンビンほか。
日本では2011年6月に日本版DVDが発売されたが、その後7月に東京と大阪で期間限定上映され、2015年には新たにブルーレイが発売。2020年には日本語吹替を収録し再発売。

## 解説
2005年公開の『SPL/狼よ静かに死ね』でプロレス技や関節技などを取り入れたドニー・イェンは本作で世界に先駆け本格的に総合格闘技を適合させたアクションを設計。公開前のインタビューでは「将来MMAがアクション映画の主流になると考えたことはあるか」という問いに「成功した映画は新しいトレンドを生みだすものだ」と答えている
。
この作品は、香港電影金像奨、金馬奨のアクション設計賞に加え、世界中のアクション専門家、プロのスタントマン、スタント団体に所属するメンバーによって投票されるアメリカの“Taurus World Stunt Awards”でもベスト・アクション賞 外国映画部門（BEST ACTION IN A FOREIGN FILM）を受賞した
。
アクション監督であるドニーを補佐するスタントコーディネーターには谷垣健治と下村勇二。日本人スタントマンも多数参加しており、作品のエンドクレジットでは日本人を含む甄家班（イェン・アクションチーム）が訓練を重ねる映像が使われている。

## ストーリー
1997年中国返還前の香港。馬（マー）は内部調査で容疑者を病院送りにすると批判され左遷されてしまうほどの暴力刑事。かつての相棒であるウィルソンはベトナム人マフィアに潜入捜査中の身である。彼の協力を得ながらベトナム三兄弟を追いつめてゆくが警察と繋がっていることが知られ、一転ウィルソンは命を狙われ証人はおろか警察の上司や同僚まで殺害されてしまう。証言をするはずの公判の日にガールフレンドを誘拐されたウィルソンは単身彼女を救うためにアジトへと急ぐ。一方、彼らに危険が迫っていることを察知したマーは釈放されたばかりの三兄弟の長男を楯に2人の救出に向かう。仲間を傷つけられ殺された男の導火線に火がついた、最後まで生き残るのはマフィアのお前か、刑事の俺か。

## キャスト
- ドニー・イェン（甄子丹） - マー刑事  (大塚芳忠)
- ルイス・クー（古天樂） - ウィルソン刑事  (野坂尚也)
- コリン・チョウ（鄒兆龍） - トニー（ベトナム人三兄弟の次男）
- ファン・ビンビン（范冰冰） - ジュディ  (貝原怜奈)
- レイ・ロイ（呂良偉） - アーチャー（ベトナム人三兄弟の長男）
- シン・ユー（行宇） - タイガー（ベトナム人三兄弟の三男）
- ベン・ラム（林國斌） - サム
- ケント・チェン（鄭則仕） - ウォン警部
- ハー・ペン(夏萍) - ベトナム三兄弟の母
- ロー・ラン(羅蘭) - マーの母
- シュイ・チン（許晴） - 女性警視
- ワン・ユエンユエン（汪圓圓） - 女性刑事
- オースティン・ワイ（惠天賜） - 四眼
- 吹替は2020年4月24日発売のDVD、BDに収録

## スタッフ
- 監督：ウィルソン・イップ
- 脚本：セット・カムイェン、ニコール・タン
- 撮影：チェン・マンポー、ミウ・キンファイ
- 編集：カーファイ・チャン
- 音楽：チャン・クォンウィン
- アクション監督：ドニー・イェン
- スタントコーディネーター：イム・ワー 、ジョン･サルヴィッティ、谷垣健治、下村勇二
- スタント：田中清一、大内貴仁、岩本淳也、カラサワイサオ、ユー・カン、他

## 受賞
- 第44回金馬奨 最佳動作設計（ドニー・イェン）
- 第27回香港電影金像奨 最佳動作設計（ドニー・イェン）
- 第7回TAURUS WORLD STUNT AWARDS(US)BEST ACTION IN A FOREIGN LANGUAGE FILM/ワールド・スタント・アワード（US)最優秀アクション賞外国映画部門（ドニー・イェン）

## ソフトウェア
- 2011年6月3日にアクセスエーから日本版DVDが発売された。
- 2015年1月9日には同じくアクセスエーより期間限定生産商品として日本版ブルーレイが発売された。こちらにはDVD版の特典に加え、新たに谷垣健治のオーディオコメンタリーが特典収録されている。
- 2020年4月24日に再発売のDVD、BDには日本語吹替音声が追加収録。